# Danh sách cầu thủ tham dự giải vô địch bóng đá U-16 châu Âu 2001
Dưới đây là danh sách các đội hình tham gia Giải vô địch bóng đá U-16 châu Âu 2001 ở Anh.

## Bảng A

### Bỉ
Huấn luyện viên: Patrick Klinkenberg

| Số | VT | Cầu thủ                | Ngày sinh (tuổi)            | Trận | Bàn | Câu lạc bộ        |
| -- | -- | ---------------------- | --------------------------- | ---- | --- | ----------------- |
| 1  | TM | Glenn Verbauwhede      | 19 tháng 5, 1985 (15 tuổi)  |      |     | Club Brugge       |
| 2  | HV | Gunther Vanaudenaerde  | 23 tháng 1, 1984 (17 tuổi)  |      |     | Club Brugge       |
| 3  | HV | Bram De Ly             | 21 tháng 1, 1984 (17 tuổi)  |      |     | Club Brugge       |
| 4  | HV | Jan Wuytens            | 9 tháng 6, 1985 (15 tuổi)   |      |     | PSV Eindhoven     |
| 5  | HV | Kristof Goessens       | 13 tháng 10, 1985 (15 tuổi) |      |     | Standard Liège    |
| 6  | TV | Vincent Provoost       | 4 tháng 2, 1984 (17 tuổi)   |      |     | Club Brugge       |
| 7  | TĐ | Lokman Atasever        | 31 tháng 3, 1984 (17 tuổi)  |      |     | R. Charleroi S.C. |
| 8  | TV | Jonathan Blondel       | 3 tháng 4, 1984 (17 tuổi)   |      |     | Mouscron          |
| 9  | HV | Dieter Van Tornhout    | 18 tháng 3, 1985 (16 tuổi)  |      |     | Club Brugge       |
| 10 | TĐ | Kevin Amond            | 19 tháng 9, 1984 (16 tuổi)  |      |     | KV Oostende       |
| 11 | TV | Maxence Coveliers      | 23 tháng 2, 1984 (17 tuổi)  |      |     | Molenbeek         |
| 12 | TM | Kersten Lauwerijs      | 23 tháng 2, 1984 (17 tuổi)  |      |     | KV Mechelen       |
| 13 | HV | Sven Ardeel            | 2 tháng 8, 1984 (16 tuổi)   |      |     | KAA Gent          |
| 14 | HV | Stéphane Ronge         | 6 tháng 5, 1984 (16 tuổi)   |      |     | Lierse S.K.       |
| 15 | TV | Wouter Vandendriessche | 27 tháng 6, 1984 (16 tuổi)  |      |     | Club Brugge       |
| 16 | TĐ | Davy Sroka             | 17 tháng 8, 1984 (16 tuổi)  |      |     | PSV Eindhoven     |
| 17 | TĐ | Bram Oostvogels        | 22 tháng 9, 1984 (16 tuổi)  |      |     | KRC Genk          |
| 18 | TĐ | Dries Bernaert         | 21 tháng 8, 1984 (16 tuổi)  |      |     | KAA Gent          |

### Đức
Huấn luyện viên: Klaus Sammer
| Số | VT | Cầu thủ                              | Ngày sinh (tuổi)            | Trận | Bàn | Câu lạc bộ                  |
| -- | -- | ------------------------------------ | --------------------------- | ---- | --- | --------------------------- |
| 1  | TM | René Adler                           | 15 tháng 1, 1985 (16 tuổi)  |      |     | Bayer Leverkusen II         |
| 2  | HV | Christian Petereit                   | 1 tháng 2, 1984 (17 tuổi)   |      |     | Schalke 04 II               |
| 3  | HV | Baldo di Gregorio                    | 22 tháng 1, 1984 (17 tuổi)  |      |     | Eintracht Frankfurt II      |
| 4  | HV | Sven Schaffrath                      | 13 tháng 7, 1984 (16 tuổi)  |      |     | Bayer Leverkusen II         |
| 5  | TV | Daniyel Cimen                        | 19 tháng 1, 1985 (16 tuổi)  |      |     | Eintracht Frankfurt II      |
| 6  | TV | Dustin Meier                         | 30 tháng 1, 1984 (17 tuổi)  |      |     | Werder Bremen II            |
| 7  | TV | Patrick Ochs                         | 14 tháng 5, 1984 (16 tuổi)  |      |     | Eintracht Frankfurt II      |
| 8  | TV | Arian Berkigt                        | 10 tháng 4, 1984 (17 tuổi)  |      |     | Borussia Mönchengladbach II |
| 9  | TĐ | Erdal Kılıçaslan                     | 23 tháng 8, 1984 (16 tuổi)  |      |     | Bayern Munich II            |
| 10 | TV | Piotr Trochowski                     | 22 tháng 3, 1984 (17 tuổi)  |      |     | Bayern Munich II            |
| 11 | TĐ | David Odonkor                        | 21 tháng 2, 1984 (17 tuổi)  |      |     | Borussia Dortmund II        |
| 12 | TM | Marcus Rickert                       | 18 tháng 2, 1984 (17 tuổi)  |      |     | Hansa Rostock II            |
| 13 | HV | Oliver Madjeski                      | 3 tháng 1, 1984 (17 tuổi)   |      |     | Werder Bremen II            |
| 14 | TV | Alexander Laas                       | 5 tháng 5, 1984 (16 tuổi)   |      |     | Hamburg II                  |
| 15 | TV | Andreas Spann                        | 17 tháng 5, 1984 (16 tuổi)  |      |     | Borussia Mönchengladbach II |
| 16 | TV | Charles Takyi Capped for Ghana</ref> | 12 tháng 11, 1984 (16 tuổi) |      |     | Schalke 04 II               |
| 17 | HV | Christian Demirtas                   | 25 tháng 5, 1984 (16 tuổi)  |      |     | Eintracht Frankfurt II      |
| 18 | TV | Alexander Ludwig                     | 31 tháng 1, 1984 (17 tuổi)  |      |     | Werder Bremen II            |

### România
Huấn luyện viên: Vasile Aelenei

| Số | VT | Cầu thủ           | Ngày sinh (tuổi)           | Trận | Bàn | Câu lạc bộ         |
| -- | -- | ----------------- | -------------------------- | ---- | --- | ------------------ |
| 1  | TM | Dan Chilom        | 1 tháng 1, 1985 (16 tuổi)  |      |     |                    |
| 2  | HV | Adrian Ciurea     |                            |      |     |                    |
| 3  | HV | Sorin Rădoi       | 30 tháng 6, 1985 (15 tuổi) |      |     | Extensiv Craiova   |
| 4  | HV | Ion Harmath       |                            |      |     |                    |
| 5  | HV | Valentin Draghici |                            |      |     |                    |
| 6  | TV | Octavian Abrudan  | 16 tháng 3, 1984 (17 tuổi) |      |     | Universitatea Cluj |
| 7  | TV | Valentin Ioviță   | 23 tháng 1, 1984 (17 tuổi) |      |     | Sportul Studențesc |
| 8  | TV | Catalin Rata      | 19 tháng 2, 1984 (17 tuổi) |      |     |                    |
| 9  | TĐ | Rareş Tudor Oprea | 1 tháng 11, 1984 (16 tuổi) |      |     | Apulum Alba Iulia  |
| 10 | TV | Alin Ilin         | 18 tháng 7, 1984 (16 tuổi) |      |     | Dinamo București   |
| 11 | TĐ | Andrei Cristea    | 25 tháng 5, 1984 (16 tuổi) |      |     | Bacău              |
| 12 | TM | Felix Manea       |                            |      |     |                    |
| 13 | HV | Stefan Stere      | 13 tháng 1, 1984 (17 tuổi) |      |     | Sportul Studențesc |
| 14 | HV | Gabriel Velcovici | 2 tháng 10, 1984 (16 tuổi) |      |     | Extensiv Craiova   |
| 15 |    | George Matei      |                            |      |     |                    |
| 16 |    | Florian Petrica   |                            |      |     |                    |
| 17 | TV | Vasile Prodan     | 26 tháng 8, 1984 (16 tuổi) |      |     |                    |
| 18 |    | Constantin Coman  |                            |      |     |                    |

### Tây Ban Nha
Huấn luyện viên: Juan Santisteban

| Số | VT | Cầu thủ           | Ngày sinh (tuổi)            | Trận | Bàn | Câu lạc bộ            |
| -- | -- | ----------------- | --------------------------- | ---- | --- | --------------------- |
| 1  | TM | Jorge Zaparaín    | 26 tháng 4, 1984 (17 tuổi)  | 2    | 0   | Zaragoza B            |
| 2  | HV | Jesús             | 21 tháng 4, 1984 (17 tuổi)  | 5    | 0   | Real Madrid Castilla  |
| 3  | HV | Javier Tarantino  | 26 tháng 6, 1984 (16 tuổi)  | 4    | 0   | Athletic Bilbao B     |
| 4  | HV | Carlos García     | 29 tháng 4, 1984 (17 tuổi)  | 7    | 0   | Espanyol B            |
| 5  | HV | Miguel Flaño      | 19 tháng 8, 1984 (16 tuổi)  | 2    | 0   | Osasuna B             |
| 6  | TV | Alberto Ortiz     | 18 tháng 2, 1984 (17 tuổi)  | 7    | 1   | Racing Santander B    |
| 7  | TĐ | Guillem Bauzà     | 25 tháng 10, 1984 (16 tuổi) | 4    | 0   | Mallorca B            |
| 8  | TV | Andrés Iniesta    | 11 tháng 5, 1984 (16 tuổi)  | 4    | 1   | Barcelona B           |
| 9  | TĐ | Senel             | 13 tháng 5, 1984 (16 tuổi)  | 0    | 0   | Celta Vigo B          |
| 10 | TV | Diego León        | 16 tháng 1, 1984 (17 tuổi)  | 10   | 6   | Real Madrid Castilla  |
| 11 | TV | Sergio Torres     | 2 tháng 3, 1984 (17 tuổi)   | 3    | 0   | Atlético Madrid B     |
| 12 | HV | Miguel Palencia   | 2 tháng 1, 1984 (17 tuổi)   | 4    | 0   | Real Madrid Castilla  |
| 13 | TM | Miguel Ángel Moyà | 2 tháng 4, 1984 (17 tuổi)   | 2    | 0   | Mallorca B            |
| 14 | TĐ | Fernando Torres   | 20 tháng 3, 1984 (17 tuổi)  | 3    | 4   | Atlético Madrid B     |
| 15 | TV | Jaime Gavilán     | 12 tháng 5, 1985 (15 tuổi)  | 4    | 0   | Valencia Mestalla     |
| 16 | TV | Gorka Larrea      | 7 tháng 4, 1984 (17 tuổi)   | 3    | 0   | Real Sociedad B       |
| 17 | TĐ | Pepe              | 6 tháng 1, 1984 (17 tuổi)   | 7    | 0   | Deportivo La Coruña B |
| 18 | HV | Melli             | 6 tháng 6, 1984 (16 tuổi)   | 1    | 0   | Betis B               |

## Bảng B

### Hà Lan
Huấn luyện viên: Ruud Kaiser

| Số | VT | Cầu thủ                                   | Ngày sinh (tuổi)            | Trận | Bàn | Câu lạc bộ       |
| -- | -- | ----------------------------------------- | --------------------------- | ---- | --- | ---------------- |
| 1  | TM | Boy Waterman                              | 24 tháng 1, 1984 (17 tuổi)  |      |     | Ajax             |
| 2  | HV | Reinhard Breinburg Capped for Aruba</ref> | 2 tháng 5, 1984 (16 tuổi)   |      |     | Feyenoord        |
| 3  | TV | Nigel de Jong                             | 30 tháng 11, 1984 (16 tuổi) |      |     | Jong Ajax        |
| 4  | HV | Ferne Snoyl                               | 8 tháng 3, 1985 (16 tuổi)   |      |     | Feyenoord        |
| 5  | HV | Michael Jansen                            | 10 tháng 6, 1984 (16 tuổi)  |      |     | Vitesse Arnhem   |
| 6  | HV | Matthijs Maruanaya                        |                             |      |     | AZ               |
| 7  | TV | Marvin Wijks                              | 11 tháng 5, 1984 (16 tuổi)  |      |     | Sparta Rotterdam |
| 8  | TV | John Schot                                | 7 tháng 2, 1984 (17 tuổi)   |      |     | PSV              |
| 9  | TĐ | Sherjill MacDonald                        | 20 tháng 11, 1984 (16 tuổi) |      |     | Jong Ajax        |
| 10 | TV | Wesley Sneijder (captain)                 | 9 tháng 6, 1984 (16 tuổi)   |      |     | Jong Ajax        |
| 11 | TV | Lorenzo Rimkus                            | 22 tháng 9, 1984 (16 tuổi)  |      |     | Sparta Rotterdam |
| 12 | HV | Arnold Kruiswijk                          | 2 tháng 11, 1984 (16 tuổi)  |      |     | FC Groningen     |
| 13 | HV | Sigourney Bandjar                         | 18 tháng 8, 1984 (16 tuổi)  |      |     | Feyenoord        |
| 14 | TV | Sergio Hellings                           | 11 tháng 10, 1984 (16 tuổi) |      |     | Ajax             |
| 15 | HV | Ronnie Stam                               | 18 tháng 6, 1984 (16 tuổi)  |      |     | NAC              |
| 16 | TM | Illary van der Lee                        | 22 tháng 4, 1984 (17 tuổi)  |      |     | RBC Roosendaal   |
| 17 | TV | Ralf de Haan                              | 3 tháng 1, 1984 (17 tuổi)   |      |     | NEC              |
| 18 | TV | Eldridge Rojer                            | 13 tháng 3, 1984 (17 tuổi)  |      |     | Vitesse Arnhem   |

### Ba Lan
Huấn luyện viên: Krzysztof Słabik

| Số | VT | Cầu thủ                | Ngày sinh (tuổi)           | Trận | Bàn | Câu lạc bộ            |
| -- | -- | ---------------------- | -------------------------- | ---- | --- | --------------------- |
| 1  | TM | Jakub Siwierski        | 9 tháng 4, 1984 (17 tuổi)  |      |     | SMS Łódź              |
| 2  | HV | Błażej Telichowski     | 6 tháng 6, 1984 (16 tuổi)  |      |     | Lech Poznan           |
| 3  | HV | Łukasz Golisz          | 19 tháng 1, 1984 (17 tuổi) |      |     | MSP Szamotuły         |
| 4  | HV | Grzegorz Wojtkowiak    | 26 tháng 1, 1984 (17 tuổi) |      |     | Celuloza Kostrzyn     |
| 5  | HV | Maciej Papież          | 17 tháng 3, 1984 (17 tuổi) |      |     | Hutnik Kraków         |
| 6  | TV | Michał Ćmich           | 17 tháng 2, 1984 (17 tuổi) |      |     | MOSiR Jastrzębie      |
| 7  | TV | Damian Zdolski         | 9 tháng 7, 1984 (16 tuổi)  |      |     | Ceramed Bielsko-Biała |
| 8  | TĐ | Marek Wasicki          | 17 tháng 1, 1984 (17 tuổi) |      |     | Lechia Gdańsk         |
| 9  | TĐ | Dariusz Stachowiak     | 18 tháng 7, 1984 (16 tuổi) |      |     | Lech Poznan           |
| 10 | TV | Jakub Wiszniewski      | 21 tháng 4, 1984 (17 tuổi) |      |     | Lechia Gdańsk         |
| 11 | TĐ | Mariusz Zganiacz       | 31 tháng 1, 1984 (17 tuổi) |      |     | Czarni Gorzyce        |
| 12 | TM | Rafał Misztal          | 10 tháng 4, 1984 (17 tuổi) |      |     | Hutnik Kraków         |
| 13 | TV | Łukasz Szczoczarz      | 19 tháng 1, 1984 (17 tuổi) |      |     | Stal Rzeszów          |
| 14 | TV | Jakub Małecki          | 25 tháng 1, 1984 (17 tuổi) |      |     | Śląsk Wrocław         |
| 15 | HV | Maciej Bielski         | 17 tháng 1, 1984 (17 tuổi) |      |     | Śląsk Wrocław         |
| 16 | TĐ | Sebastian Szałachowski | 21 tháng 1, 1984 (17 tuổi) |      |     | Górnik Łęczna         |
| 17 | TĐ | Kamil Loch             | 23 tháng 1, 1984 (17 tuổi) |      |     | Ruch Chorzów          |
| 18 | HV | Paweł Waleszczyk       | 28 tháng 4, 1984 (16 tuổi) |      |     | MSP Szamotuły         |

### Nga
Huấn luyện viên: Yuri Smirnov

| Số | VT | Cầu thủ               | Ngày sinh (tuổi)            | Trận | Bàn | Câu lạc bộ                       |
| -- | -- | --------------------- | --------------------------- | ---- | --- | -------------------------------- |
| 1  | TM | Sergey Ivanov         | 16 tháng 6, 1984 (16 tuổi)  |      |     | Zenit Saint Petersburg           |
| 2  | HV | Nikolay Abramov       | 5 tháng 1, 1984 (17 tuổi)   |      |     | Spartak Moscow                   |
| 3  | HV | Andrei Lozhkin        | 11 tháng 7, 1984 (16 tuổi)  |      |     | Gazovik-Gazprom Izhevsk          |
| 4  | HV | Aleksandr Kondrashov  | 30 tháng 5, 1984 (16 tuổi)  |      |     | Krylia Sovetov Samara            |
| 5  | HV | Aleksei Danilenko     | 5 tháng 1, 1984 (17 tuổi)   |      |     | Spartak Moscow                   |
| 6  | HV | Mikhail Sukhov        | 4 tháng 6, 1984 (16 tuổi)   |      |     | Krylia Sovetov Samara            |
| 7  | TĐ | Ruslan Dzutsev        | 31 tháng 3, 1984 (17 tuổi)  |      |     | Alania Vladikavkaz               |
| 8  | HV | Sergei Pugachyov      | 22 tháng 12, 1984 (16 tuổi) |      |     | Akademika Moscow                 |
| 9  | TV | Anton Grebnev         | 16 tháng 5, 1984 (16 tuổi)  |      |     | Sokol Saratov                    |
| 10 | TV | Denis Zabrodin        | 25 tháng 1, 1984 (17 tuổi)  |      |     | Sokol Saratov                    |
| 11 | TĐ | Anatoli Gerk          | 20 tháng 11, 1984 (16 tuổi) |      |     | Akademika Moscow                 |
| 12 | TM | Aleksei Podolev       | 25 tháng 1, 1984 (17 tuổi)  |      |     | Oryol                            |
| 13 | TV | Andrei Streltsov      | 18 tháng 3, 1984 (17 tuổi)  |      |     | Akademika Moscow                 |
| 14 | HV | Sergei Kryuchikhin    | 15 tháng 1, 1984 (17 tuổi)  |      |     | Krasnodar-2000                   |
| 15 | TV | Viktor Budyanskiy     | 12 tháng 1, 1984 (17 tuổi)  |      |     | Akademika Moscow                 |
| 16 | HV | Sergei Pishchulyov    | 1 tháng 9, 1984 (16 tuổi)   |      |     | Spartak-Orekhovo Orekhovo-Zuyevo |
| 17 | TĐ | Aleksandr Danishevsky | 23 tháng 2, 1984 (17 tuổi)  |      |     | Akademika Moscow                 |
| 18 | TĐ | Timur Khamitov        | 4 tháng 4, 1984 (17 tuổi)   |      |     | Spartak-Orekhovo Orekhovo-Zuyevo |

### Thổ Nhĩ Kỳ
Huấn luyện viên: Gündüz Tekin Onay

| Số | VT | Cầu thủ         | Ngày sinh (tuổi)           | Trận | Bàn | Câu lạc bộ        |
| -- | -- | --------------- | -------------------------- | ---- | --- | ----------------- |
| 1  | TM | Şener Özcan     | 3 tháng 3, 1985 (16 tuổi)  |      |     | Gençlerbirliği    |
| 2  | HV | Burak Gursoy    | 22 tháng 2, 1984 (17 tuổi) |      |     | Galatasaray       |
| 3  | HV | Sezgin Yilmaz   | 9 tháng 7, 1984 (16 tuổi)  |      |     | Trabzonspor       |
| 4  | HV | Koray Çölgeçen  | 28 tháng 5, 1985 (15 tuổi) |      |     | Göztepe           |
| 5  | TV | Volkan Pullu    | 3 tháng 1, 1984 (17 tuổi)  |      |     | Trabzonspor       |
| 6  | TV | Tolgan Altun    | 25 tháng 2, 1984 (17 tuổi) |      |     | Fenerbahçe        |
| 7  | TV | Sabri Sarıoğlu  | 26 tháng 7, 1984 (16 tuổi) |      |     | Galatasaray       |
| 8  | TV | Firat Türker    | 5 tháng 7, 1984 (16 tuổi)  |      |     | Fenerbahçe        |
| 9  | TĐ | Mesut Balci     | 15 tháng 2, 1986 (15 tuổi) |      |     | Gaziantepspor     |
| 10 | TV | Doğa Kaya       | 30 tháng 6, 1984 (16 tuổi) |      |     | Gençlerbirliği    |
| 11 | TĐ | Osman Bayraktar | 1 tháng 6, 1984 (16 tuổi)  |      |     | Trabzonspor       |
| 12 | TM | Mert Hosgor     | 4 tháng 7, 1984 (16 tuổi)  |      |     | Dardanel Spor     |
| 13 | HV | Osman Alptekin  | 4 tháng 2, 1984 (17 tuổi)  |      |     | Bursaspor         |
| 14 |    | Ozer Karaduman  | 8 tháng 1, 1984 (17 tuổi)  |      |     | Ankaragücü        |
| 15 | TV | Dündar Denizhan | 10 tháng 1, 1984 (17 tuổi) |      |     | Fenerbahçe        |
| 16 | HV | Emre Güngör     | 1 tháng 8, 1984 (16 tuổi)  |      |     | Bakırköyspor      |
| 17 | TV | Deniz Baykara   | 13 tháng 5, 1984 (16 tuổi) |      |     | Gaziosmanpaşaspor |
| 18 | HV | Feridun Sungur  | 2 tháng 1, 1984 (17 tuổi)  |      |     | Trabzonspor       |

## Bảng C

### Anh
Huấn luyện viên: Dick Bate

| Số | VT | Cầu thủ                                           | Ngày sinh (tuổi)            | Trận | Bàn | Câu lạc bộ        |
| -- | -- | ------------------------------------------------- | --------------------------- | ---- | --- | ----------------- |
| 1  | TM | Lee Camp Capped for Northern Ireland</ref>        | 22 tháng 8, 1984 (16 tuổi)  |      |     | Derby County      |
| 2  | HV | Justin Hoyte Capped for Trinidad and Tobago</ref> | 20 tháng 11, 1984 (16 tuổi) |      |     | Arsenal           |
| 3  | TV | Kris Taylor                                       | 12 tháng 1, 1984 (17 tuổi)  |      |     | Manchester United |
| 4  | TV | Steven Schumacher (captain)                       | 30 tháng 4, 1984 (17 tuổi)  |      |     | Everton           |
| 5  | HV | Glen Johnson                                      | 23 tháng 8, 1984 (16 tuổi)  |      |     | West Ham United   |
| 6  | TV | Ben Bowditch                                      | 19 tháng 2, 1984 (17 tuổi)  |      |     | Tottenham Hotspur |
| 7  | TĐ | Craig Westcarr                                    | 29 tháng 1, 1985 (16 tuổi)  |      |     | Newcastle United  |
| 8  | TV | John Welsh                                        | 10 tháng 1, 1984 (17 tuổi)  |      |     | Liverpool         |
| 9  | TĐ | Cherno Samba Capped for Gambia</ref>              | 10 tháng 11, 1985 (15 tuổi) |      |     | Millwall          |
| 10 | TV | Ciaran Donnelly                                   | 2 tháng 4, 1984 (17 tuổi)   |      |     | Blackburn Rovers  |
| 11 | TĐ | Shaun Docherty                                    | 6 tháng 12, 1984 (17 tuổi)  |      |     | Newcastle United  |
| 12 | HV | Neil Arndale                                      | 26 tháng 4, 1984 (17 tuổi)  |      |     | Bristol Rovers    |
| 13 | TM | Lenny Pidgeley                                    | 7 tháng 2, 1984 (17 tuổi)   |      |     | Chelsea           |
| 14 | TV | Jerome Watt                                       | 20 tháng 10, 1984 (16 tuổi) |      |     | Blackburn Rovers  |
| 16 | HV | David Murphy                                      | 1 tháng 3, 1984 (17 tuổi)   |      |     | Middlesbrough     |
| 17 | TV | Steven Beck                                       | 4 tháng 6, 1984 (16 tuổi)   |      |     | Everton           |
| 18 | TV | Eddie Johnson                                     | 20 tháng 9, 1984 (16 tuổi)  |      |     | Manchester United |

### Hungary
Huấn luyện viên: Mihály Ubrankovics

| Số | VT | Cầu thủ        | Ngày sinh (tuổi)            | Trận | Bàn | Câu lạc bộ      |
| -- | -- | -------------- | --------------------------- | ---- | --- | --------------- |
|    | TM | Zoltán Kovács  | 29 tháng 10, 1984 (16 tuổi) |      |     | MTK Budapest II |
|    | HV | Attila Lakatos | 17 tháng 5, 1984 (16 tuổi)  |      |     | Hungary         |
|    | TV | József Kanta   | 24 tháng 3, 1984 (17 tuổi)  |      |     | MTK Budapest II |
|    | TV | Zsolt Müller   | 8 tháng 4, 1984 (17 tuổi)   |      |     | Debrecen II     |
|    | TĐ | Mihály Horváth | 21 tháng 5, 1984 (16 tuổi)  |      |     | Újpest II       |
|    | TĐ | Attila Laskai  | 14 tháng 2, 1984 (17 tuổi)  |      |     | Hungary         |

### Ý
Huấn luyện viên: Paolo Berrettini
Caps as of before the start of the tournament

| Số | VT | Cầu thủ                 | Ngày sinh (tuổi)           | Trận | Bàn | Câu lạc bộ  |
| -- | -- | ----------------------- | -------------------------- | ---- | --- | ----------- |
| 1  | TM | Andrea Ivaldi           | 24 tháng 2, 1984 (17 tuổi) | 10   | 0   | Genoa       |
| 2  | HV | Damiano Ferronetti      | 1 tháng 11, 1984 (16 tuổi) | 10   | 0   | Roma        |
| 3  | HV | Andrea Mantovani        | 22 tháng 6, 1984 (16 tuổi) | 10   | 0   | Torino      |
| 4  | HV | Alberto Aquilani        | 7 tháng 7, 1984 (16 tuổi)  |      |     | Roma        |
| 5  | HV | Mauro Belotti (captain) | 13 tháng 5, 1984 (16 tuổi) |      |     | Atalanta    |
| 6  | TV | Gabriele Perico         | 11 tháng 3, 1984 (17 tuổi) |      |     | Atalanta    |
| 7  | TĐ | Paolo Facchinetti       | 6 tháng 3, 1984 (17 tuổi)  |      |     | Atalanta    |
| 8  | TV | Alex Pederzoli          | 6 tháng 3, 1984 (17 tuổi)  |      |     | Juventus    |
| 9  | TĐ | Giampaolo Pazzini       | 2 tháng 8, 1984 (16 tuổi)  |      |     | Atalanta    |
| 10 | TV | Francesco Lodi          | 23 tháng 3, 1984 (17 tuổi) |      |     | Empoli      |
| 11 | HV | Giorgio Chiellini       | 14 tháng 8, 1984 (16 tuổi) |      |     | Livorno     |
| 12 | TM | Alessandro Parravicini  | 17 tháng 5, 1984 (16 tuổi) | 0    | 0   | Milan       |
| 13 | HV | Giovanni Bartolucci     | 27 tháng 2, 1984 (17 tuổi) | 4    | 0   | Fiorentina  |
| 14 | TV | Mirko Stefani           | 25 tháng 1, 1984 (17 tuổi) | 2    | 1   | Milan       |
| 15 | TV | Alessandro Moro         | 2 tháng 10, 1984 (16 tuổi) | 10   | 1   | Udinese     |
| 16 | TV | Adriano D'Astolfo       | 23 tháng 3, 1984 (17 tuổi) | 2    | 0   | Lodigiani   |
| 17 | TĐ | Paolo De Crescenzo      | 21 tháng 1, 1984 (17 tuổi) | 6    | 0   | Salernitana |
| 18 | TĐ | Luigi Della Rocca       | 2 tháng 9, 1984 (16 tuổi)  | 4    | 5   | Bologna     |

### Thụy Sĩ
Huấn luyện viên:

| Số | VT | Cầu thủ                        | Ngày sinh (tuổi)           | Trận | Bàn | Câu lạc bộ      |
| -- | -- | ------------------------------ | -------------------------- | ---- | --- | --------------- |
|    | TM | Johnny Leoni                   | 30 tháng 6, 1984 (17 tuổi) |      |     | Sion            |
|    | HV | Cédric Gétaz                   | 13 tháng 4, 1984 (17 tuổi) |      |     | Thụy Sĩ         |
|    | HV | Phil Haid                      | 18 tháng 9, 1984 (16 tuổi) |      |     | Thụy Sĩ         |
|    | HV | Stephan Lichtsteiner (captain) | 16 tháng 1, 1984 (17 tuổi) |      |     | Grasshopper     |
|    | HV | Giona Preisig                  | 9 tháng 3, 1984 (17 tuổi)  |      |     | Thụy Sĩ         |
|    | HV | Diego Rinaldi                  | 17 tháng 3, 1984 (17 tuổi) |      |     | Thụy Sĩ         |
|    | HV | Philippe Senderos              | 24 tháng 2, 1985 (16 tuổi) |      |     | Servette        |
|    | HV | Christian Schwegler            | 6 tháng 6, 1984 (17 tuổi)  |      |     | Grosswangen     |
|    | TV | Julien Fallet                  | 19 tháng 6, 1984 (17 tuổi) |      |     | Thụy Sĩ         |
|    | TV | Michael Hohl                   | 26 tháng 6, 1984 (17 tuổi) |      |     | Thụy Sĩ         |
|    | TV | Stefan Kohler                  | 18 tháng 5, 1984 (17 tuổi) |      |     | Thụy Sĩ         |
|    | TV | Yaël Piccand                   | 9 tháng 11, 1984 (16 tuổi) |      |     | Thụy Sĩ         |
|    | TV | Xavier Margairaz               | 7 tháng 1, 1984 (17 tuổi)  |      |     | Lausanne-Sport  |
|    | TV | Caryl Righetti                 | 18 tháng 7, 1984 (17 tuổi) |      |     | Neuchâtel Xamax |
|    | TĐ | Joël Gasche                    | 17 tháng 5, 1984 (17 tuổi) |      |     | Thụy Sĩ         |
|    | TĐ | Cédric Tsimba                  | 5 tháng 8, 1985 (16 tuổi)  |      |     | Servette        |

## Bảng D

### Croatia
Huấn luyện viên: Martin Novoselac

| Số | VT | Cầu thủ                 | Ngày sinh (tuổi)           | Trận | Bàn | Câu lạc bộ           |
| -- | -- | ----------------------- | -------------------------- | ---- | --- | -------------------- |
| 1  | TM | Dario Krešić            | 11 tháng 1, 1984 (17 tuổi) |      |     | Stuttgart II         |
| 2  | TV | Drago Papa              | 9 tháng 2, 1984 (17 tuổi)  |      |     | PIK Vrbovec          |
| 3  | TV | Hrvoje Čale             | 4 tháng 3, 1985 (16 tuổi)  |      |     | Dinamo Zagreb        |
| 4  | HV | Marko Bašić             | 13 tháng 9, 1984 (16 tuổi) |      |     | Dinamo Zagreb        |
| 5  | HV | Silvio Cavrić           | 10 tháng 7, 1985 (15 tuổi) |      |     | Istra Pula           |
| 6  | HV | Domagoj Skeja           | 15 tháng 4, 1984 (17 tuổi) |      |     | NK Zagreb            |
| 7  | TV | Marko Janjetović        | 22 tháng 4, 1984 (17 tuổi) |      |     | Hrvatski Dragovoljac |
| 8  | HV | Dejan Prijić            | 2 tháng 1, 1984 (17 tuổi)  |      |     | Osijek               |
| 9  | TĐ | Igor Ružak              | 15 tháng 1, 1984 (17 tuổi) |      |     | Osijek               |
| 10 | TĐ | Niko Kranjčar (captain) | 13 tháng 8, 1984 (16 tuổi) |      |     | Dinamo Zagreb        |
| 11 | TĐ | Ivan Grivičić           | 22 tháng 6, 1984 (16 tuổi) |      |     | Hajduk Split         |
| 12 | TM | Adnan Hodžić            | 25 tháng 3, 1985 (16 tuổi) |      |     | Rijeka               |
| 13 | TV | Kruno Jambrušić         | 7 tháng 2, 1984 (17 tuổi)  |      |     | Slaven Belupo        |
| 14 | TV | Mario Grgurović         | 2 tháng 2, 1985 (16 tuổi)  |      |     | Hajduk Split         |
| 15 | HV | Igor Lozo               | 2 tháng 3, 1984 (17 tuổi)  |      |     | Hajduk Split         |
| 16 | HV | Ivica Džidić            | 8 tháng 2, 1984 (17 tuổi)  |      |     | Dinamo Zagreb        |
| 17 | HV | Milan Krmpotić          | 22 tháng 8, 1984 (16 tuổi) |      |     | Hrvatski Dragovoljac |
| 18 | TĐ | Marko Marjanović        | 11 tháng 2, 1985 (16 tuổi) |      |     | Varteks              |

### Phần Lan
Huấn luyện viên: Timo Liekoski

| Số | VT | Cầu thủ                 | Ngày sinh (tuổi)            | Trận | Bàn | Câu lạc bộ     |
| -- | -- | ----------------------- | --------------------------- | ---- | --- | -------------- |
|    | TM | Ville Iiskola           | 26 tháng 4, 1985 (16 tuổi)  |      |     | FC Kuusankoski |
|    | TM | Antti Peltonen          | 22 tháng 4, 1984 (17 tuổi)  |      |     | Atlantis FC    |
|    | TM | Lauri Pirhonen          | 3 tháng 7, 1984 (17 tuổi)   |      |     | FC Jazz        |
|    | HV | Markus Halsti           | 19 tháng 3, 1984 (17 tuổi)  |      |     | Viikingit      |
|    | HV | Markus Hauhia           | 3 tháng 9, 1984 (17 tuổi)   |      |     | FC Reipas      |
|    | HV | Valtter Laaksonen       | 3 tháng 5, 1984 (17 tuổi)   |      |     | FC Inter       |
|    | HV | Niklas Moisander        | 29 tháng 9, 1985 (15 tuổi)  |      |     | TPS            |
|    | HV | Ari Nyman               | 7 tháng 2, 1984 (17 tuổi)   |      |     | FC Inter       |
|    | TV | Antti Hynynen           | 30 tháng 5, 1984 (17 tuổi)  |      |     | FC Haka        |
|    | TV | Toni Junnila            | 31 tháng 12, 1984 (16 tuổi) |      |     | FC Jazz        |
|    | TV | Veli Lampi              | 18 tháng 7, 1984 (17 tuổi)  |      |     | Sepsi-78       |
|    | TV | Mika Mäkitalo           | 12 tháng 6, 1985 (16 tuổi)  |      |     | TPS            |
|    | TV | Juho Peltonen           | 5 tháng 2, 1985 (16 tuổi)   |      |     | TPS            |
|    | TV | Tommi Peltonen          | 27 tháng 2, 1984 (17 tuổi)  |      |     | Atlantis FC    |
|    | TV | Jarkko Riihimäki        | 27 tháng 2, 1984 (17 tuổi)  |      |     | PS-44          |
|    | TV | Janne Vellamo           | 28 tháng 9, 1984 (16 tuổi)  |      |     | TPS            |
|    | TV | Antonio Inutile         | 12 tháng 5, 1985 (16 tuổi)  |      |     | HJK            |
|    | TĐ | Jouni Orenius           | 6 tháng 3, 1984 (17 tuổi)   |      |     | TPS            |
|    | TĐ | Ville-Veikko Savolainen | 25 tháng 1, 1986 (15 tuổi)  |      |     | FC Kuusysi     |
|    | TĐ | Felix Siivonen          | 3 tháng 4, 1986 (15 tuổi)   |      |     | HJK            |
|    | TĐ | Tony Österåker          | 1 tháng 2, 1984 (17 tuổi)   |      |     | BK-IFK         |

### Pháp
Huấn luyện viên: Jean-François Jodar

| Số | VT | Cầu thủ                                        | Ngày sinh (tuổi)            | Trận | Bàn | Câu lạc bộ          |
| -- | -- | ---------------------------------------------- | --------------------------- | ---- | --- | ------------------- |
| 1  | TM | Michaël Fabre                                  | 15 tháng 7, 1984 (17 tuổi)  |      |     | Bologna             |
| 2  | HV | Kevin Débris                                   | 10 tháng 5, 1984 (17 tuổi)  |      |     | Le Havre            |
| 3  | HV | Jérémy Berthod                                 | 24 tháng 4, 1984 (17 tuổi)  |      |     | Lyon                |
| 4  | HV | Julio Colombo                                  | 22 tháng 2, 1984 (17 tuổi)  |      |     | Montpellier         |
| 5  | HV | Jacques FatyCapped for Senegal</ref> (captain) | 25 tháng 2, 1984 (17 tuổi)  |      |     | Rennes              |
| 6  | TV | Gaël Maia                                      | 2 tháng 1, 1984 (17 tuổi)   |      |     | Bordeaux            |
| 7  | TĐ | Anthony Le Tallec                              | 3 tháng 10, 1984 (16 tuổi)  |      |     | Le Havre            |
| 8  | TV | Hassan YebdaCapped for Algeria</ref>           | 14 tháng 5, 1984 (17 tuổi)  |      |     | Auxerre             |
| 9  | TĐ | Sébastien Grax                                 | 23 tháng 6, 1984 (17 tuổi)  |      |     | AS Monaco           |
| 10 | TV | Mourad Meghni                                  | 16 tháng 4, 1984 (17 tuổi)  |      |     | Bologna             |
| 11 | TĐ | Florent Sinama Pongolle                        | 20 tháng 10, 1984 (16 tuổi) |      |     | Le Havre            |
| 12 | TV | Emerse FaéCapped for Côte d'Ivoire</ref>       | 24 tháng 1, 1984 (17 tuổi)  |      |     | Nantes              |
| 13 | HV | Stéphen Drouin                                 | 27 tháng 1, 1984 (17 tuổi)  |      |     | Nantes              |
| 14 | HV | Jonathan De Nardi                              | 17 tháng 7, 1984 (17 tuổi)  |      |     | AS Monaco           |
| 15 | TĐ | Kévin Jacmot                                   | 22 tháng 3, 1984 (17 tuổi)  |      |     | Lyon                |
| 16 | TM | Florent Chaigneau                              | 21 tháng 3, 1984 (17 tuổi)  |      |     | Rennes              |
| 17 | TĐ | Youssef Sofiane                                | 21 tháng 8, 1984 (17 tuổi)  |      |     | Auxerre             |
| 18 | TV | Samuel Piètre                                  | 10 tháng 2, 1984 (17 tuổi)  |      |     | Paris Saint-Germain |

### Scotland
Huấn luyện viên: Ross Mathie

| Số | VT | Cầu thủ         | Ngày sinh (tuổi)            | Trận | Bàn | Câu lạc bộ         |
| -- | -- | --------------- | --------------------------- | ---- | --- | ------------------ |
|    | TM | Keiron Renton   | 13 tháng 12, 1984 (16 tuổi) |      |     | Blackburn Rovers   |
|    | TM | Iain Turner     | 26 tháng 1, 1984 (17 tuổi)  |      |     | Stirling Albion    |
|    | HV | Martin Brady    | 18 tháng 7, 1984 (17 tuổi)  |      |     | Celtic             |
|    | HV | Ryan Harding    | 27 tháng 4, 1984 (17 tuổi)  |      |     | Hibernian          |
|    | HV | Chris Hegarty   | 24 tháng 4, 1984 (17 tuổi)  |      |     | Scottish Schools   |
|    | HV | John Knox       | 17 tháng 2, 1984 (17 tuổi)  |      |     | Hearts             |
|    | HV | Scott Morrison  | 23 tháng 5, 1984 (17 tuổi)  |      |     | Aberdeen           |
|    | HV | Mark Wilson     | 5 tháng 6, 1984 (17 tuổi)   |      |     | Dundee United      |
|    | TV | Niall Calder    | 3 tháng 9, 1984 (17 tuổi)   |      |     | Inverness          |
|    | TV | Darren Fletcher | 1 tháng 2, 1984 (17 tuổi)   |      |     | Manchester United  |
|    | TV | Joe Hamill      | 25 tháng 2, 1984 (17 tuổi)  |      |     | Hearts             |
|    | TV | Paul Lawson     | 15 tháng 5, 1984 (17 tuổi)  |      |     | Celtic             |
|    | TV | Paul McLaughlan | 12 tháng 3, 1984 (17 tuổi)  |      |     | Hearts             |
|    | TĐ | Ross Kerr       | 1 tháng 10, 1984 (16 tuổi)  |      |     | Queen of the South |
|    | TĐ | Peter Sweeney   | 25 tháng 9, 1984 (16 tuổi)  |      |     | Millwall           |
|    | TĐ | Murray Watson   | 25 tháng 9, 1984 (16 tuổi)  |      |     | Aberdeen           |
|    | TĐ | Graham Weir     | 10 tháng 7, 1984 (17 tuổi)  |      |     | Hearts             |